# روجر إي. كومبز
روجر إي. كومبز (بالإنجليزية: Roger E. Combs)‏ هو ضابط أمريكي، ولد في 1946، وتوفي في 22 أغسطس 2018.